# Карбонели II (Бари)
Карбонели II (итал. Carbonelli II) је насеље у Италији у округу Бари, региону Апулија.
Према процени из 2011. у насељу је живело 30 становника. Насеље се налази на надморској висини од 200 м.